# Пенджиев, Мурад
Мурад Пенджиев (туркм. Myrad Penjiýew) — туркменский ученый-филолог, педагог, бывший ректор Туркменского государственного педагогического института имени Сейитназара Сейди. Доктор филологических наук, профессор.

## Биография
Родился 17 сентября 1932 года в селе Кызыл-Аяк.
С 1943 по 1948 год работал в колхозе на различных сельскохозяйственных работах, почтальоном. В 1951 году окончил Керкинское педагогическое училище, после окончания училища с 1951 по 1952 год работал учителем начальных классов школы. В 1956 году окончил филологический факультет Туркменский государственный педагогический институт им В. И. Ленина (ныне им. Сейтназара Сейди) по специальности «туркменский язык и литература».
С 1956 по 1959 год — преподаватель кафедры туркменского языка и одновременно избран секретарем комитете комсомола института.
В 1962 году окончил аспирантуру института языкознания АН СССР в Москве и защитил кандидатскую диссертацию по теме «Имя числительные в современном туркменском языке» по специальности «туркменский язык» на звание кандидата филологических наук, в 1983 году защитил докторскую диссертацию по теме «История развития современной структуры лексики земледельческих терминов в туркменском языке» по специальности «туркменский язык» на звание доктора филологических наук.
С 1962 по 1964 год работал старшим преподавателем кафедры туркменского языка Туркменского государственного педагогического института, с 1964 по 1971 год — доцентом кафедры туркменского языка Туркменского государственного педагогического института. С 1971—1989 был заведующим Чарджоуским областным отделом народного образования, с 1989 по 1993 год — заведующим кафедрой туркменского языка Туркменского государственного университета им. Махтумкули.
С 1993 по 1996 год являлся ректором Туркменского государственного педагогического института им. Сейтназара Сейди, с 1996 по 2006 год был заведующим кафедрой туркменского языка Туркменского института международных языков им. Довлетмамета Азади.
С 2006 года является профессором кафедры туркменского языка Туркменского института международных языков им. Довлетмамета Азади.

## Семья
Дочь — Пенджиева Нурджахан, сыновья Пенджиев Ахмет, Пенджиев Нургелди, жена — Пенджиева (Базарова) Марал Атамурадовна.

## Научные публикации
М. Пенджиев — автор более 230 научных статьей, брошюр, книг, монографии, учебников, методических пособий:
- Türkmen diliniň ekerançylyk leksikasy. — Aşgabat: Ylym, 1979.
- Türkmen diliniň professional leksikasy, — Aşgabat: Magaryf, 1991.
- Историческое развитие и современная структура земледельческой лексики в туркменском языке. Aшхабад: Ылым, 1991.
- Об ирригационных терминах туркменского языка. М.: Наука, 1971.
- Ekerançylyk we toprakçylyk leksikasynyň sözlügi. — Aşgabat:1973.
- Türkmen dili. Türk dili bilen deňeşdirme planda. E.A.Grunina bilen awtordaşlykda, Москва, MГУ,2011.
- Учебник туркменского языка для стран СНГ. В соавторстве с Э. А. Груниной. Москва, МГУ, 2012.

## Награды и звания
- Орден Трудового Красного Знамени
- Медаль «Гайрат»
- Медаль Н. К. Крупской
- Медаль «Ветеран труда»
- Медаль Н.И. Вавилова